# Liaozhai Zhiyi
Liaozhai Zhiyi (på engelska Strange Stories from a Chinese Studio, även Strange Tales from a Chinese Studio eller Strange Tales of Liaozhai), är en samling av nästan femhundra berättelser, skrivna av Pu Songling på klassisk kinesiska, under den tidigare delen av Qingdynastin.